# Hé ouwe
Hé ouwe is een lied van de Nederlandse zanger André Hazes jr.. Het werd in 2016 als single uitgebracht en stond in hetzelfde jaar als zesde track op het album Leef.

## Achtergrond
Hé ouwe is geschreven door Joost Marsman, Bram Koning en Jessica Hoogenboom en geproduceerd door Edwin van Hoevelaak. Het is een lied uit het genre levenspop. In het lied zingt de artiest over zijn vader en hoe hij als succesvolle zanger in zijn voetsporen treedt. Ook zingt hij over het missen van zijn vader.
In de bijbehorende videoclip is de volkszanger te zien terwijl hij op een barkruk zit. Op het eind van het nummer is te zien hoe hij kijkt naar een oude foto van hem en zijn vader.

## Hitnoteringen
De zanger had weinig succes met het lied in de Nederlandse hitlijsten. Er was geen notering in de Single Top 100 en ook de Top 40 werd niet bereikt. Bij laatstgenoemde was er wel de veertiende positie in de Tipparade.